# Chavacano
Le chavacano (en espagnol chabacano ou zamboangueño) est un créole à base lexicale espagnole parlé aux Philippines, selon les sources par 431 000 à 448 000 personnes.

## Description
Le chavacano est aussi connu sous le nom d'« espagnol cassé », les mots espagnols n'étant qu'une partie du créole. De ce fait, un locuteur espagnol est en mesure de comprendre au moins une grande partie d'une conversation en chavacano. Généralement, un locuteur de l'espagnol, s'il n'est pas compris, répondra en anglais[pas clair]. Le tagalog ou pilipino est très peu connu des pays hispaniques même s'il est enseigné en Espagne ou, plus rarement, au Mexique. De plus, ce créole évolue, et intègre dans son vocabulaires des mots nouveaux issus des langues nationales : le pilipino, donc le tagalog, et l'anglais. L'espagnol moderne et actuel, à cause son éloignement, et de l'isolement du chavacano, n'apporte plus rien à ce créole. Cependant, le chavacano n'est pas un créole en voie d'extinction, mais se maintient, sans exploser en nombre de locuteurs. Il est cependant menacé par l'exode rural vers les grandes villes, d'autres provinces, ou vers les États-Unis, et par le succès de la diffusion du pilipino (tagalog), devenu langue officielle en 1973. Il reste, avec la toponymie du pays et la religion catholique, un des rares témoignages de la langue et de la colonisation espagnoles. Toutefois, l'espagnol a apporté de nombreux mots de vocabulaire au tagalog et, en conséquence, au pilipino.
Généralement, un locuteur du chavacano maîtrise au moins le pilipino (tagalog), ou souvent, l'anglais, et le pilipino, la région de Zamboanga étant très touristique.
En ce qui concerne l'espagnol, même si cette langue est la langue mère, il n'est parlé que par une petite partie de l'élite de la région de Zamboanga et par les religieux catholiques (en majorité) de la province de Zamboanga.
Le chavacano est parlé aussi dans la province du Sabah en Malaisie (certains avancent le chiffre de 12000 locuteurs au Sabah).